# Rogers (Minnesota)
Rogers város az USA Minnesota államában, Hennepin megyében. Lakosainak száma 13 295 fő (2020. április 1.).

## Népesség
A település népességének változása:
| Lakosok száma | 190  | 8597 | 13 295 |
|               | 1920 | 2010 | 2020   |